# Anna Nikolajewna Wulf

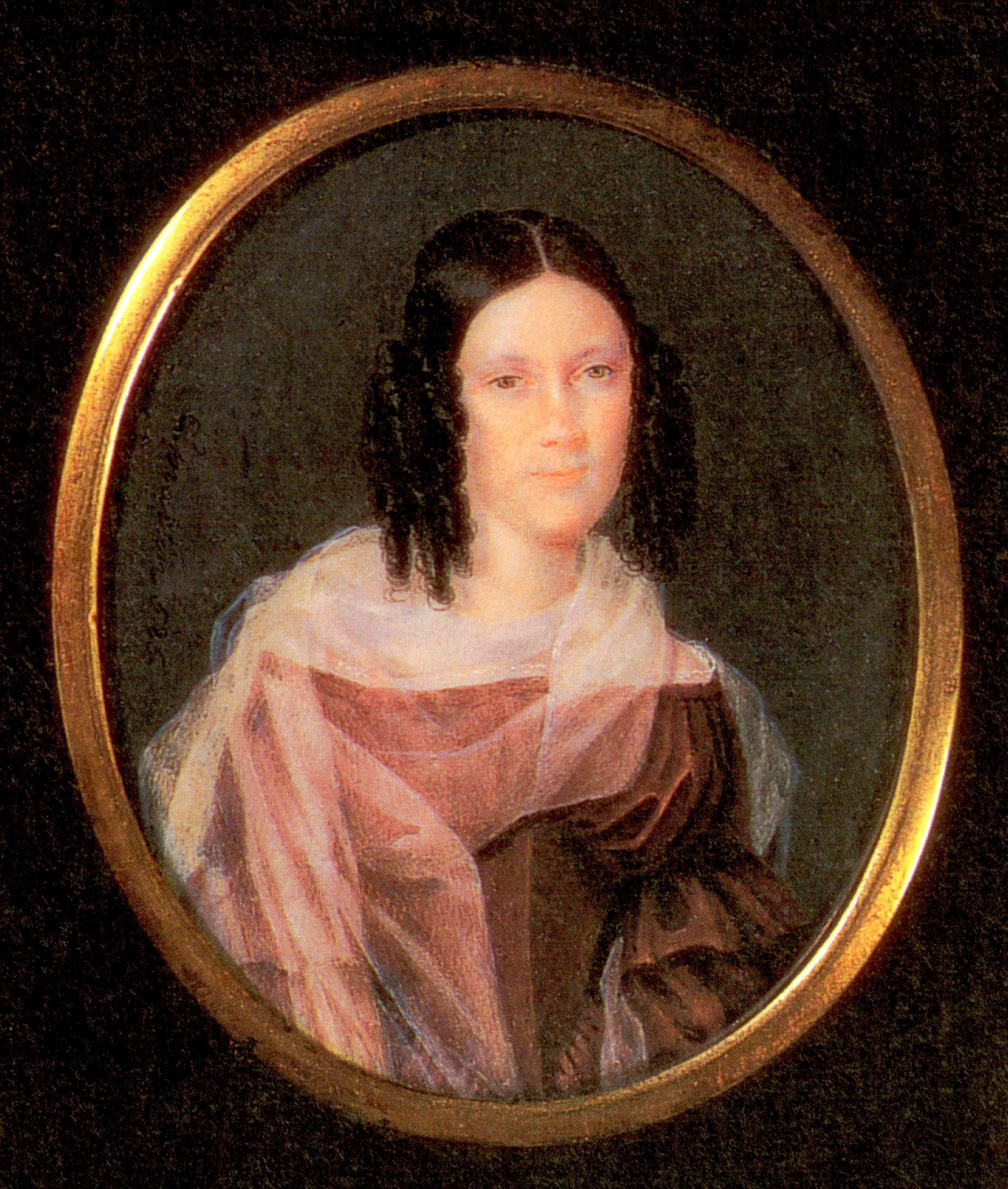
Pierre Edmond Martin Anfang der 1830er Jahre: Anna Nikolajewna Wulf

Anna Nikolajewna Wulf (russisch Анна Николаевна Вульф, wiss. Transliteration Anna Nikolaevna Vul'f; * 11. Dezemberjul. / 22. Dezember 1799greg. auf dem Gut Trigorskoje, Landkreis Opotschka, Gouvernement Pskow; † 2. Septemberjul. / 14. September 1857greg. im Russischen Kaiserreich) war eine mit Alexander Puschkin befreundete russische Adlige.

## Leben
Anna Wulf, die Tochter des Richters (Kollegienassessor) Nikolai Iwanowitsch Wulf (1771–1813) und dessen Ehefrau Praskowja Ossipowa (1781–1859), lebte auf dem Anwesen ihrer Eltern. Die Wulfs und die Puschkins waren Nachbarn. Ihre Landgüter Michailowskoje und Trigorskoje lagen knapp zwei Kilometer voneinander entfernt.
Im Sommer 1817 hatte Puschkin das Lyzeum Zarskoje Selo absolviert und besuchte seine Eltern auf Michailowskoje. Bei der Gelegenheit lernte Anna den gleichaltrigen Nachbarn näher kennen.
1825 erinnert sich Puschkin jener Tage in dem Gedicht „Я был свидетелем златой твоей весны...“ (etwa: Ich war dabei in deinem goldenen Frühling...).
Anna Wulf war nie verheiratet. Außer auf Trigorskoje lebte sie noch auf dem elterlichen Gut Malinniki. Manchmal besuchte sie ihre Schwester Jewpraksija auf deren Besitzung Golubowo.

## Familie
In der oben erwähnten Ehe der Eltern wurden außer Anna noch vier Kinder geboren:
- Brüder:
  - Der Memoirenschreiber Alexei Wulf (1805–1881)[7] war am Novemberaufstand beteiligt.
  - Michael (12. Juni 1808 bis 20. Juni 1832)
  - Walerian (22. Juni 1812 bis 12. März 1842)
- Schwester: Baronesse Jewpraksija Wrewskaja, geb. Wulf (1809–1883)[8]

Nach dem Tod des Vaters heiratete die Mutter 1817 noch einmal und zwei Schwestern wurden geboren:
- Maria (1820)
- Jekaterina (1823)